# Bryodemella zaisanicum
Bryodemella zaisanicum is een rechtvleugelig insect uit de familie veldsprinkhanen (Acrididae). De wetenschappelijke naam van deze soort is voor het eerst geldig gepubliceerd in 1930 door Bey-Bienko.